# Bastonet de la retina

Esquema d'un bastonet

Els bastonets de la retina són cèl·lules fotoreceptores de la retina, responsables de la visió en condicions de baixa lluminositat. Presenten una elevada sensibilitat a la llum tot i que se saturen en condicions de molta il·luminació, encara que no detecten els colors. Se situen en gairebé tota la retina exceptuant la fòvea. Contenen rodopsina, que és una proteïna que presenta una major sensibilitat a les longituds d'ones properes a 500 nanòmetres, és a dir, a la llum verda-blavosa.
Els bastonets es connecten en grup i responen als estímuls que arriben a una àrea general, però no tenen capacitat per separar els petits detalls de la imatge visual. La diferent localització i estructura d'aquestes cèl·lules condueix a la divisió del camp visual de l'ull en una petita regió central de gran agudesa i una zona perifèrica de menor agudesa, però amb gran sensibilitat a la llum. Així, durant la nit, els objectes es poden veure per la part perifèrica de la retina quan són invisibles per a la fòvea central.
Els bastonets són més prims que els cons, el diàmetre dels seus segments interns és aproximadament de 2 micres. Els segments externs dels bastonets estan formats per discos membranosos aïllats de la membrana plasmàtica, on es troba la rodopsina. Aquests discs estan contínuament renovant-se. Els discs antics es van desplaçant cap a la zona de l'epiteli pigmentari, on són fagocitades i convertits en fagosoma durant el cicle diürn, sobretot a l'alba.
Aquestes cèl·lules són molt sensibles, capaces de detectar l'energia d'un sol fotó i les responsables per tant que sigui possible la visió nocturna.

## Adaptacióa la foscor
Quan entrem a un cinema, on les llums estan apagades, el més probable és que no veiem gairebé res, ja que en aquell moment els cons seran pràcticament insensibles a la llum. En el transcurs dels 10 primers minuts començarem a ser capaços de veure les coses situades immediatament al nostre voltant perquè els cons lentament s'aniran fent sensibles a la llum. Els bastons encara necessitaran 20 minuts més per a acabar-se de sensibilitzar. A partir dels 30 minuts s'arribarà al màxim de sensibilització. Tot i així, allò que veiem serà en colors blancs grisos i negres, ja que en condicions de llum tan tènue no es poden estimular els cons per a que captin colors.